# Sulawesiblåkråka
Sulawesiblåkråka (Coracias temminckii) är en fågel i familjen blåkråkor inom ordningen praktfåglar.

## Utseende och läte
Sulawesiblåkråkan är en distinkt fågel med kraftig näbb, med nästan helt djupt purpurfärgad fjäderdräkt bortsett från väl synligt himmelsblått på hjässa och övergump. Övergumpen har mer dämpat färgad hjässa och brunare undersida. Lätet är ett hårt och torrt "ka-ka-ka-ka...", ibland även ett enstaka "chowwEER".

## Utbredning och systematik
Fågeln förekommer i Indonesien på Sulawesi och de omkringliggande öarna Lembeh, Bangka, Manterawu, Pulau Muna och Butung. Den behandlas som monotypisk, det vill säga att den inte delas in i några underarter.

## Levnadssätt
Sulawesiblåkråkan hittas i öppet landskap intill skogsområden. Där ses den oftast sitta högt upp på döda grenar, vanligen enstaka eller i par. Den uppträder både i låglänta områden och i lägre bergstrakter.

## Status och hot
Arten har ett stort utbredningsområde, men tros minska i antal, dock inte tillräckligt kraftigt för att den ska betraktas som hotad. Internationella naturvårdsunionen IUCN listar arten som livskraftig (LC).

## Namn
Fågelns vetenskapliga artnamn hedrar den holländske ornitologen Coenraad Jacob Temminck (1778-1858).

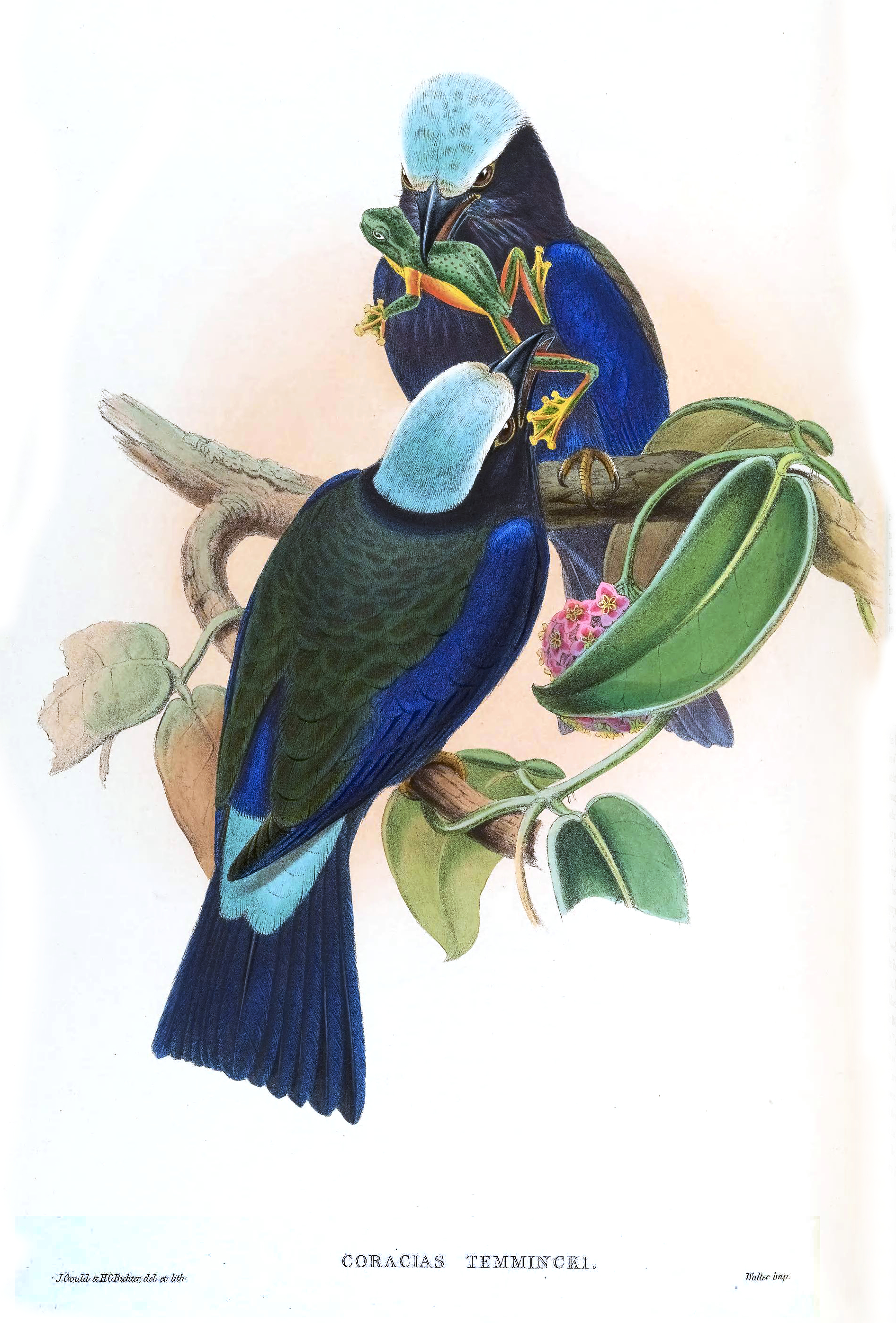